# Robert Gourd
Pour les articles homonymes, voir Gourd.
Robert Gourd (né en 1933 et décédé le 22 mars 2015) est un administrateur, manufacturier et homme politique fédérale du Québec.

## Biographie
Né à Amos en Abitibi-Témiscamingue, Robert Gourd devient député du Parti libéral dans la circonscription d'Argenteuil lors des élections de 1979. Réélu dans Argenteuil en 1980, il sera défait dans Argenteuil—Papineau par la progressiste-conservatrice Lise Bourgault.
Après son retrait de la vie politique, il sert dans de nombreuses entreprises. Il a été commissaire à la Commission mixte internationale qui s'occupe de supporter le Traité sur les eaux limitrophes de 1909 entre le Canada et les États-Unis.